# John Taylor Gatto
Pour les articles homonymes, voir Taylor et Gatto.
John Taylor Gatto est un enseignant, essayiste et écrivain américain né le 15 décembre 1935 à Monongahela (Pennsylvanie) et mort le 25 octobre 2018 à New York (État de New York), promoteur de la non-scolarisation, l'instruction à domicile.

## Biographie
Il est l'auteur du classique alternatif Dumbing Us Down: the Hidden Curriculum of Compulsory Schooling (Plus bêtes nous serons : le programme caché de l'école obligatoire), son œuvre principale étant The Underground History of American Education: A Schoolteacher’s Intimate Investigation Into the Problem of Modern Schooling (L'histoire souterraine de l'éducation américaine : l'enquête approfondie d'un instituteur sur les problèmes de la scolarité moderne). Ses analyses rejoignent celles de Charlotte Thomson Iserbyt.

## Thèses principales
Dans Dumbling us down, John Taylor Gatto fait les assertions suivantes, explicitant ce que l'instruction publique fait selon lui aux enfants qui lui sont confiés : 
1. Les enfants deviennent confus. Il leur est présenté un ensemble incohérent d'informations que les enfants doivent mémoriser pour rester à l'école. À part les tests et examens, le programme est semblable à celui de la télévision et remplit tout le temps libre des enfants. Ils écoutent et entendent des choses destinées à être oubliées aussitôt.
2. Il leur apprend à accepter leur regroupement par classes.
3. Il les rend indifférents.
4. Il les rend émotionnellement dépendants.
5. Il les rend intellectuellement dépendants.
6. Il leur apprend une forme de confiance en soi qui requiert une constante confirmation par des experts, c'est-à-dire une confiance en eux provisoire.
7. Il leur fait apparaître clairement qu'ils ne peuvent se cacher car ils sont sans arrêt surveillés[2].

## Publications
- (en) Dumbing Us Down: The Hidden Curriculum of Compulsory Schooling (1992), traduit en français en 2020 : Plus bêtes nous serons, le programme caché de l'école (l'Instant Présent).
- (en) The Exhausted School (1993).
- (en) A Different Kind of Teacher: Solving the Crisis of American Schooling (2000).  (ISBN 1-893163-21-0)
- (en) The Underground History of American Education (2001). (texte complet en ligne)
- (en) Weapons of Mass Instruction: A Schoolteacher's Journey through the Dark World of Compulsory Schooling (2008).  (ISBN 0-86571-631-5)
- (en) 'Against School' (2001) (texte complet en ligne)

## Cinéma
- 2014 : Être et Devenir, documentaire de Clara Bellar [3]

### Écrits et conférences
- "Against School" – publié originellement dans Harper's Magazine, septembre 2003
- "The Six-Lesson Schoolteacher" – publié originellement dans Whole Earth Review, Fall 1991
- A set of quotes from Gatto and links to original essays
- "Institutional Schooling Must Be Destroyed"
- "The Tyranny Of Compulsory Schooling"
- "The Public School Nightmare: Why fix a system designed to destroy individual thought?", article publié par la Diablo Valley School
- "Why Schools Don't Educate - Teacher of the Year acceptance speech"
- "A Short Angry History of American Forced Schooling"
- Book reviews par Layla Abdel Rahim
- Everything We Think About Schooling Is Wrong! – Interview de John Taylor Gatto (fichier PDF)
- "Against School" – publié originellement dans Harper's Magazine, septembre 2003
- A set of quotes from John Taylor Gatto and links to original essays

### Multimedia
- [vidéo] « Bartleby Project 2010 », sur YouTube
- 4th Purpose Promo – Bande annonce pour The Fourth Purpose
- John Gatto Keynote Talks - Vidéo : cinq présentations keynote complètes par John Taylor Gatto (2004–2010)
- Altruists.org – Fichiers audio de quelques talks de John Taylor Gatto
- Vidéo de l'interview de John Taylor Gatto, coupé en sections par sujet
- Speech at a home schooling Conference by Radio for Peace (MP3)
- The Lew Rockwell Show, 25 août 2010
- Collection of Gatto Files, principalement des MP3s
- dans le film Etre et devenir